# Raytheon
Raytheon ([ˈreɪθiɑːn], транслит. «Рэ́йтеон») — американская военно-промышленная компания, один из крупнейших поставщиков вооружения и военной техники для вооружённых сил США, экспортирует вооружение в другие страны. В апреле 2020 года объединилась с United Technologies, образовав Raytheon Technologies.
Стабильно входила в «большую тройку» изготовителей вооружения и военной техники — крупнейших подрядчиков ВПК США (вместе с Boeing и Lockheed Martin). Более 90 % доходов компании — от оборонных заказов (хотя в разное время этот показатель мог колебаться в ту или иную сторону, но никогда не снижался ниже половины от общей суммы доходов). Разработчик ЗРК «Пэтриот», производитель КР «Томагавк», ПЗРК «Стингер» и многих других образцов вооружения, названия которых стали именами нарицательными. Производит широкий ассортимент продукции, от карманных радиостанций, GPS-навигаторов и тепловизионных очков до самолётов и ракетно-космической техники.

## История
Основана в 1922 году Вэниваром Бушем и двумя его друзьями как American Appliance Company. Первоначально занималась технологиями искусственного охлаждения, затем — электроникой. Первым успешным продуктом стал газонаполненный выпрямитель — электронная лампа, предназначенная для питания домашних радиоприёмников от электросети переменного тока вместо громоздких, дорогих и недолговечных батарей. Выпрямителю дали название Raytheon («божественный луч»). Благодаря ему радио стало настоящим средством массовой информации.
В 1925 году для продвижения своего наиболее перспективного продукта компания приняла его имя и стала именоваться Raytheon Manufacturing Company («Производственная компания Raytheon»). Компания вышла на рынок и долгое время специализировалась на производстве лучевых трубок (англ. ray tubes, отсюда и название) и была известна среди промышленников в межвоенный период как «трубочная компания» (tube company).
После поглощения в 1928 году Q.R.S.Company, производителя электронных ламп, и приобретения в 1933 году Acme-Delta Company, производителя трансформаторов и прочих электрических компонентов, Raytheon Manufacturing Company стала одной из самых крупных в мире компаний, выпускающих электронные лампы.
Во время Второй Мировой войны компания при поддержке МИТ выполняла заказ правительства США на производство магнетронов, использовавшихся как основной элемент радаров для обнаружения самолётов. В результате компания стала разработчиком и производителем целого комплекса радиолокационного оборудования, в том числе для обнаружения подводных лодок. За годы войны выручка компании выросла с 3 млн до 168 млн долларов.
В 1945 году инженер компании Перси Спенсер изобрёл микроволновую печь (по официальной версии — стоя напротив работающего магнетрона, он заметил, что шоколадный батончик в его кармане начал плавиться). Идея была сразу же запатентована, а в 1947 году компанией был представлен первый коммерческий образец, Radarange, который был размером с холодильник. Выпуск коммерчески успешной модели Amana начался лишь 20 лет спустя.
Благодаря приобретению ряда активов компания постоянно расширяла свои возможности. Одним из результатов стала разработка первой системы наведения ракет для поражения летящих целей. Американцы были очень напуганы японскими камикадзе и искали способы защиты от них. В 1948 году компания начала производство управляемых ракет, а во время Корейской войны предложила систему самонаведения («выстрелил и забыл») для ракет класса «воздух-воздух» Sparrow и «земля-воздух» Hawk. Эти разработки заложили основу для современных противоракетных систем «Пэтриот» и управляемых ракет AIM-120 AMRAAM. Разработкой ракетного вооружения исходно занималось подразделение под названием «Лаборатория-16» (Lab Sixteen), которое впоследствии выросло в филиал под названием Raytheon Missile Systems с полным производственным циклом (от проектирования до серийного производства ракет) в разветвлённой структуре компании.
В 1959 году принято наименование Raytheon Company. В 1960-х годах руководство Raytheon стремилось снизить зависимость от правительственных заказов, был куплен ряд компаний в различных отраслях: производство бытовой техники, электроника, строительство, геологоразведка и другие. К 1970 году доля госзаказов снизилась с 85 % до 50 %.
В процессе работ по программе «Аполлон» фирма являлась технологической базой для Массачусетского технологического института для разработки и производства навигационного компьютера командного и лунного модулей.
В 1980 году была куплена авиастроительная компания Beech Aircraft. На начало 1990-х годов подразделениями компании были: оборонная и коммерческая электроника; авиационная продукция; строительство электростанций и промышленных предприятий; крупная бытовая техника. С середины 1990-х годов компания начала расширять направление электроники военного назначения, были куплены компания E-Systems, подразделения оборонной продукции компаний Stellantis North America, Texas Instruments и Hughes Electronics. В 1997 году было продано подразделение бытовой техники, за ним последовала продажа строительного подразделения в 2000 году и авиационного в 2007 году.
9 июня 2019 года объявлено о слиянии компаний Raytheon и United Technologies (UTC). Сделка была закрыта в апреле 2020 года, объединённое предприятие именуется Raytheon Technologies Corporation (сейчас RTX Corporation) и стало второй по величине авиационной компанией ВПК США (после Boeing). Акционеры UTC и Raytheon стали владеть примерно 57 и 43 процентами новой компании соответственно. UTC получило 8 из 15 мест в совете директоров, остальные — Raytheon. Первые два года после закрытия сделки Грегори Хейз, глава UTC, руководил конгломератом, а Томас Кеннеди, директор Raytheon, являлся председателем совета директоров новой компании; затем Хейз занял оба поста. Штаб-квартира объединения расположилась в Уолтеме. При этом такие значимые подразделения UTC, как Otis (продукция — лифты, эскалаторы, траволаторы) и Carrier (системы кондиционирования, противопожарные системы, автоматизация зданий), не вошли в объединённую компанию, а стали самостоятельными.

## Деятельность
Основными подразделениями по состоянию на 2018 год были:
- Интегрированные оборонные системы — производство радаров, систем связи, другой электроники военного назначения.
- Разведка, информация и услуги — техническое и программное обеспечение для сбора и анализа разведывательной информации, кибербезопасности, навигации и метеорологии; программы подготовки.
- Ракетные системы — производство различных типов ракетных комплексов и ракет для вооружённых сил США и других стран.
- Аэрокосмические системы — производство спутников, пилотируемых и беспилотных летательных аппаратов.
- Forcepoint — созданное в 2015 году совместное предприятие Raytheon и Vista Equity Partners в сфере услуг кибербезопасности для корпоративных и правительственных клиентов.

На правительственные заказы в 2018 году пришлось 68 % выручки Raytheon, на зарубежные продажи — 30 %. Значительно присутствие компании в таких странах, как Австралия, Великобритания, Германия, Израиль, Индия, Ирландия, Канада, Катар, ОАЭ, Польша, Саудовская Аравия, Финляндия.

## Критика
В июне 2006 года после расследования случаев ненадлежащего раскрытия информации в отношении дочерней компании Raytheon по производству коммерческих самолётов корпорация была оштрафована на 12 млн долларов. А затем за похожие нарушения уже на 210 млн долларов.
Иск сотрудника Raytheon Брюса Касиаса, который работал над спутниковой программой GPS OCX ВВС США. Он утверждал, что был понижен в должности после того, как выразил обеспокоенность по поводу приказа руководства внести ложные данные результатов испытания системы. В ноябре 2019 года присяжные приняли решение в пользу Касиаса и присудили ему компенсацию в размере более чем 1 млн долларов.
Экс-сотрудник Raytheon Дана Джонсон подал в суд на бывшего работодателя где заявил, что компания обманула ВМС США по контракту на поставку РЛС. Он утверждает, что Raytheon не выполняла свою работу в соответствии с условиями контракта, а вместо этого скрывала проблемы в функционировании оборудования от ВМФ и искажала факты о выполненных мероприятиях. Джонсон также сообщил, что после того, как он выразил свои опасения руководству, его отстранили от проекта и в конечном итоге уволили.
В октябре 2020 года Министерство юстиции США инициировало расследование в отношении Raytheon. Компанию обвинили в искажении финансовой отчётности.

## Продукция

### Ракеты
- AGM-65 Maverick
- AGM-88 HARM

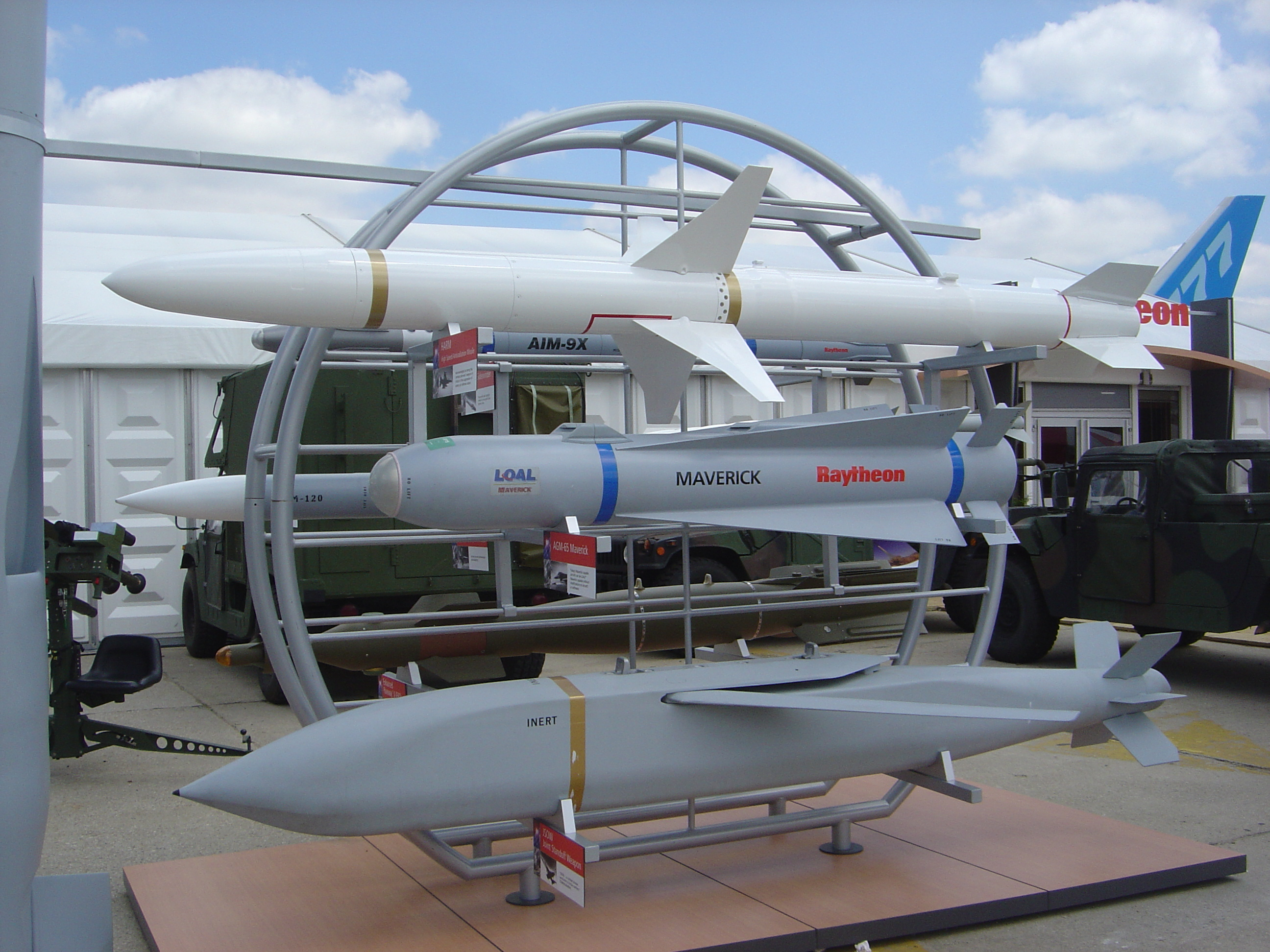
Продукция фирмы Рэйтеон на Парижском авиасалоне 2005 года

- AGM-129 ACM (Advanced Cruise Missile)
- AGM-154 Joint Standoff Weapon
- AIM-7 Sparrow
- AIM-9 Sidewinder, в том числе наиболее современные AIM-9X Block I и Block II
- AIM-120 AMRAAM
- BGM-109 Tomahawk
- FIM-92 Stinger
- RIM-7 Sea Sparrow
- RIM-161 Standard Missile 3
- RIM-162 ESSM

### Радары
- AN/APG-63 и AN/APG-70 для F-15 Eagle
- AN/APG-65, AN/APG-73, и AN/APG-79 для F/A-18 Hornet
- AN/APG-77 для F-22 Raptor (совместно с Northrop Grumman)
- AN/ALE-50 (ложная цель)
- Станции предупреждения об облучении AN/ALR-67 и AN/ALR-69A
- AN/APQ-140 для бомбардировщика B-1 Lancer (принятие на вооружение было отложено)
- AN/APQ-181 для бомбардировщика B-2 Spirit
- ISS (англ. Integrated Sensor Suite) для БПЛА RQ-4 Global Hawk
- AN/ASQ-228ATFLIR
- AN/TPQ-36/AN/TPQ-37
- AN/MPQ-64 Sentinel
- AN/SLQ-32
- PAVE PAWS, BMEWS, X-band Radar (XBR)
- AN/SPY-3, радар X-диапазона для эсминцев типа «Замволт»
- DBR, двухдиапазонная радиолокационная система для эсминцев типа «Замволт» и авианосцев типа «Джеральд Р. Форд» (совместно с Lockheed)
- AMDR, двухдиапазонная радиолокационная система для перспективных кораблей ВМС США (эсминцы типа «Арли Бёрк» серия III) (совместно с Lockheed)

### Зенитно-ракетный комплекс
- SeaRAM
- MIM-23 Hawk
- MIM-104 Patriot

### Бытовая техника
- Стиральная машина Speed Queen